# RuleML
RuleML is een opmaaktaal ontwikkeld om zowel voorwaarts (bottom-up) en achterwaarts (top-down) regels uit te drukken in XML voor deductie, herschrijven, en verdere inferentiële-transformerende taken.
De taal is beschreven door "Rule Markup Initiative", een open netwerk van individuele personen en groepen van zowel industriële en academische zijde dat gevormd werd om een webtaal te ontwikkelen gebruikmakend van XML opmaak en transformaties van andere standaarden en systemen.
Andere projecten gerelateerd aan RuleML zijn:
- Mathematical Markup Language (MathML)
- DARPA Agent Markup Language (DAML)
- Predictive Model Markup Language (PMML)
- Attribute Grammars in XML (AG-markup)
- Extensible Stylesheet Language Transformations (XSLT):